# Frontière entre la Caroline du Nord et la Caroline du Sud
La frontière entre la Caroline du Nord et la Caroline du Sud est une frontière intérieure des États-Unis délimitant les territoires de la Caroline du Nord au nord et Caroline du Sud au sud. 

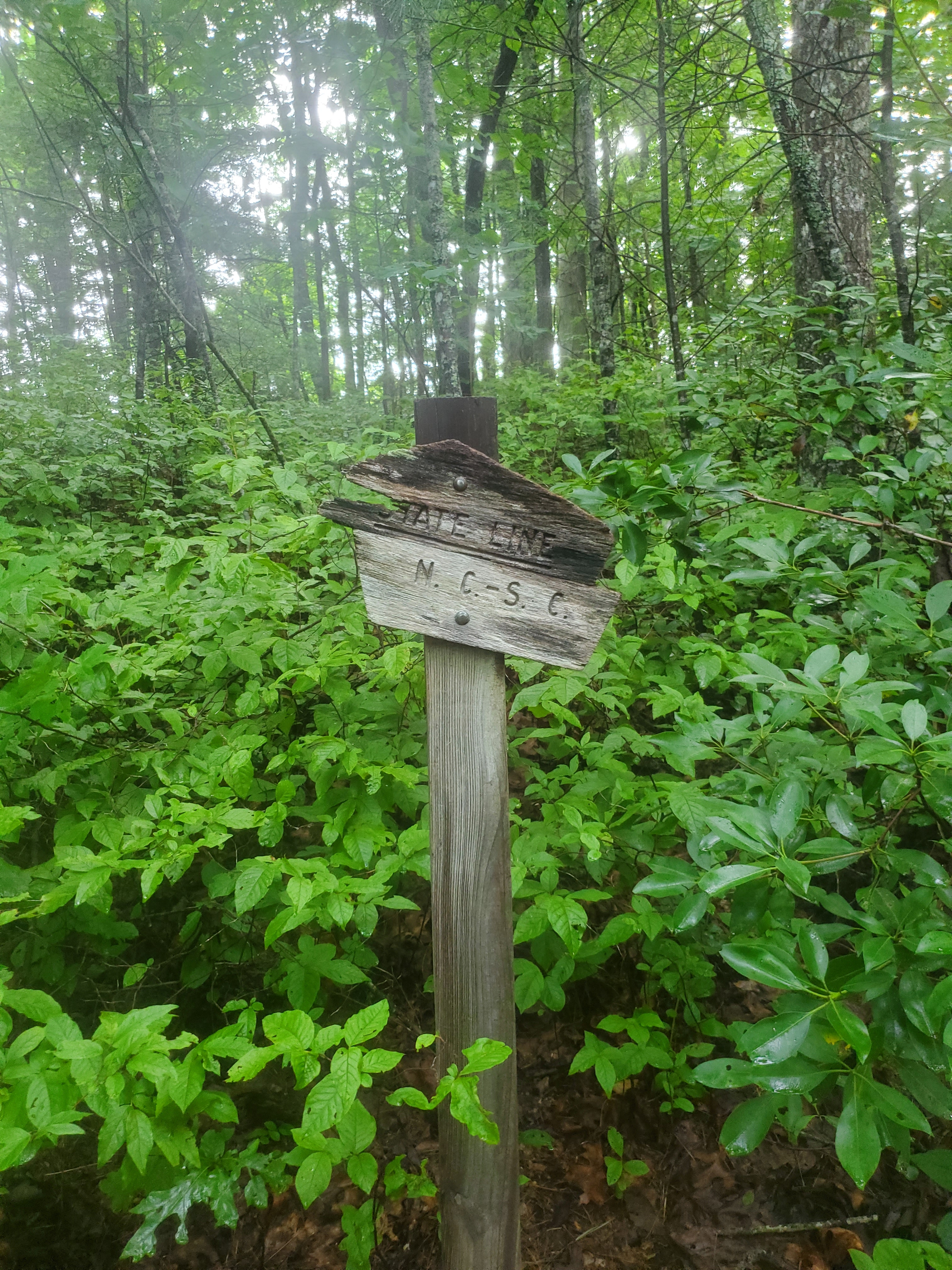
Panneau marquant la frontière sur un sentier dans la réserve naturelle d'Ellicott Rock.